# Szklarnia (Międzylesie)

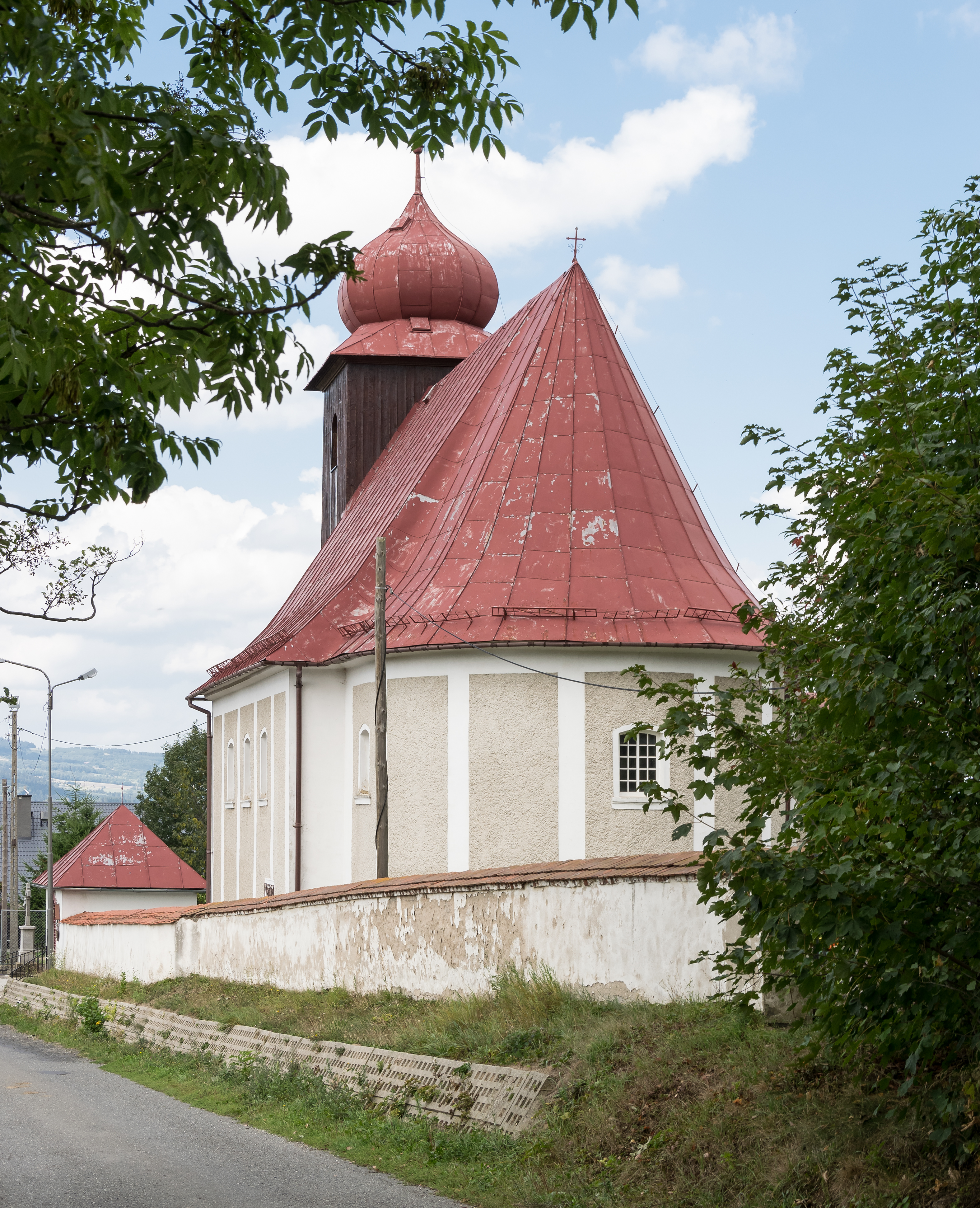
St. Florian (2018)

Szklarnia (deutsch: Gläsendorf) ist ein Ort in der Stadt- und Landgemeinde Międzylesie im Powiat Kłodzki der Woiwodschaft Niederschlesien in Polen. Es liegt zehn Kilometer südöstlich von Międzylesie (Mittelwalde).

## Geographie
Szklarnia liegt im Süden des Glatzer Kessels im Glatzer Schneegebirge. Im Südosten liegt der 795 m hohe Glaserberg (polnisch Urwista), von dem sich vermutlich die Ortsbezeichnung ableitet. Nachbarorte sind Michałowice (Michaelsthal) und Goworów (Lauterbach) im Norden, Jodłów (Tanndorf) im Osten, Potoczek (Neißbach) im Südosten, Pisary (Schreibendorf) im Süden, Dolnik (Schönthal) im Südwesten, Międzylesie im Westen und Nagodzice (Herzogswalde) im Nordwesten.

## Geschichte
Gläsendorf wurde erstmals 1358 als „Gleserdorf“ erwähnt und 1472 mit der tschechischen Bezeichnung Sklenerwicze bezeichnet. Es war zunächst zur Herrschaft Mittelwalde untertänig und gehörte zum Habelschwerdter Distrikt im Glatzer Land, mit dem es die Geschichte seiner politischen und kirchlichen Zugehörigkeit teilte. Nachdem um 1610 die Herrschaft Mittelwalde unter den Söhnen des David von Tschirnhaus aufgeteilt wurde, erhielt der älteste Sohn Friedrich die Dörfer Schönfeld, Hain, Neundorf, Lauterbach, Gläsendorf, Thanndorf und Neißbach, die fortan die Herrschaft Schönfeld bildeten. Schon vorher wurden die Besitzungen vom Lehen ins Erbe gesetzt. Im Dreißigjährigen Krieg wurde Gläsendorf am 17. Juli 1643 von den schwedischen Truppen bis auf vier Bauernhöfe abgebrannt. 
1648 gelangte Gläsendorf zusammen mit der Herrschaft Schönfeld an Michael Ferdinand von Althann, dem bereits die Herrschaften Mittelwalde und Wölfelsdorf gehörten. Er errichtete mit Genehmigung des böhmischen Landesherrn aus den Herrschaften Schönfeld, Mittelwalde und Wölfelsdorf ein Majorat, das bis 1945 im Besitz der Herren von Althann verblieb.
Nach dem Ersten Schlesischen Krieg und endgültig mit dem Hubertusburger Frieden 1763 fiel Gläsendorf zusammen mit der Grafschaft Glatz an Preußen. Für Anfang des 19. Jahrhunderts sind nachgewiesen: Eine Begräbniskapelle, eine Erbschölzerei, ein Schulhaus, eine Mehlmühle, ein Kalksteinbruch, 21 Bauern, ein Stückmann sowie 27 Gärtner und Häusler. Es bildete eine eigene Dorfgemeinde und zählte im Jahre 1802 333 Einwohner. Unter diesen befanden sich je ein Schneider, Fleischer, Schmied, Bäcker und Schuhmacher.
Nach der Neugliederung Preußens gehörte Gläsendorf ab 1815 zur Provinz Schlesien und war zunächst dem Landkreis Glatz eingegliedert. 1818 erfolgte die Umgliederung in den Landkreis Habelschwerdt, mit dem es bis 1945 verbunden blieb. Ab 1874 gehörte die Landgemeinde Gläsendorf zusammen mit den Landgemeinden Hain, Lauterbach, Michaelsthal, Neundorf, Alt Neißbach, Neu Neißbach, Schönfeld und Thanndorf zum Amtsbezirk Lauterbach. 1939 wurden 346 Einwohner gezählt.
Als Folge des Zweiten Weltkriegs fiel Gläsendorf 1945 wie fast ganz Schlesien an Polen und wurde in Szklarnia umbenannt. Die deutsche Bevölkerung wurde vertrieben. Die neu angesiedelten Bewohner waren teilweise Zwangsumgesiedelte aus Ostpolen, das an die Sowjetunion gefallen war. Nachfolgend ging die Einwohnerzahl deutlich zurück. Von 1975 bis 1998 gehörte Szklarnia zur Woiwodschaft Wałbrzych (Waldenburg).

### Glashütte „Gleserdorf“
In einer Urkunde vom 30. September 1368, mit der die Söhne des Otto von Glubos (Glaubitz) auf Mittelwalde dessen hinterlassene Besitzungen teilten, wird eine Glashütte in „Gleserdorf bei Mittelwald“ erwähnt. Daraus kann geschlossen werden, dass die Hütte in der ersten Hälfte des 14. Jahrhunderts gegründet wurde und somit die älteste nachgewiesene Hütte im Glatzer Land war und zwei Jahre früher beurkundet ist als die älteste schlesische Hütte in Schreiberhau. Die Hütte bestand mehr als 200 Jahre. Nach Verbrauch des umliegenden Waldes rückte sie immer weiter in das Glatzer Schneegebirge vor. Auf dem von ihr gerodeten Grund entstand nach der zitierten Urkunde das Dorf Neißbach.

### Kirchliche Verhältnisse
Gläsendorf war zunächst zur Pfarrkirche in Lauterbach gewidmet und kam später als Filiale zur Pfarrkirche Schönfeld. 1801 wurde auf einem Grund, der zur Erbschölzerei gehörte, mit dem Bau einer Begräbniskapelle begonnen. 1802 stürzte der noch nicht fertiggestellte Turm um, wobei ein Maurerlehrling aus Herzogswalde getötet wurde. Erst am 15. August 1803 wurde die Kirche vom Glatzer Dechanten Carl Winter, der in Mittelwalde als Pfarrer amtierte, eingeweiht. Ab diesem Zeitpunkt wurden die Toten auf dem Friedhof von Gläsendorf bestattet.

## Sehenswürdigkeiten
- Die dem hl. Florian geweihte Kirche wurde 1801–1803 als Begräbniskirche errichtet. Das Altarbild stellt den Kirchenpatron dar. Die Kirche ist von einer Mauer umgeben.

## Persönlichkeiten
- Josef Rotter (1857–1924), deutscher Chirurg
- Heinrich Rohland (1876–1945), deutscher Konsularbeamter